# Themi (Bezirk)
Themi ist ein Verwaltungsbezirk (Ward) des Distrikts Arusha (CC) in der tansanischen Region Arusha.

## Geografie

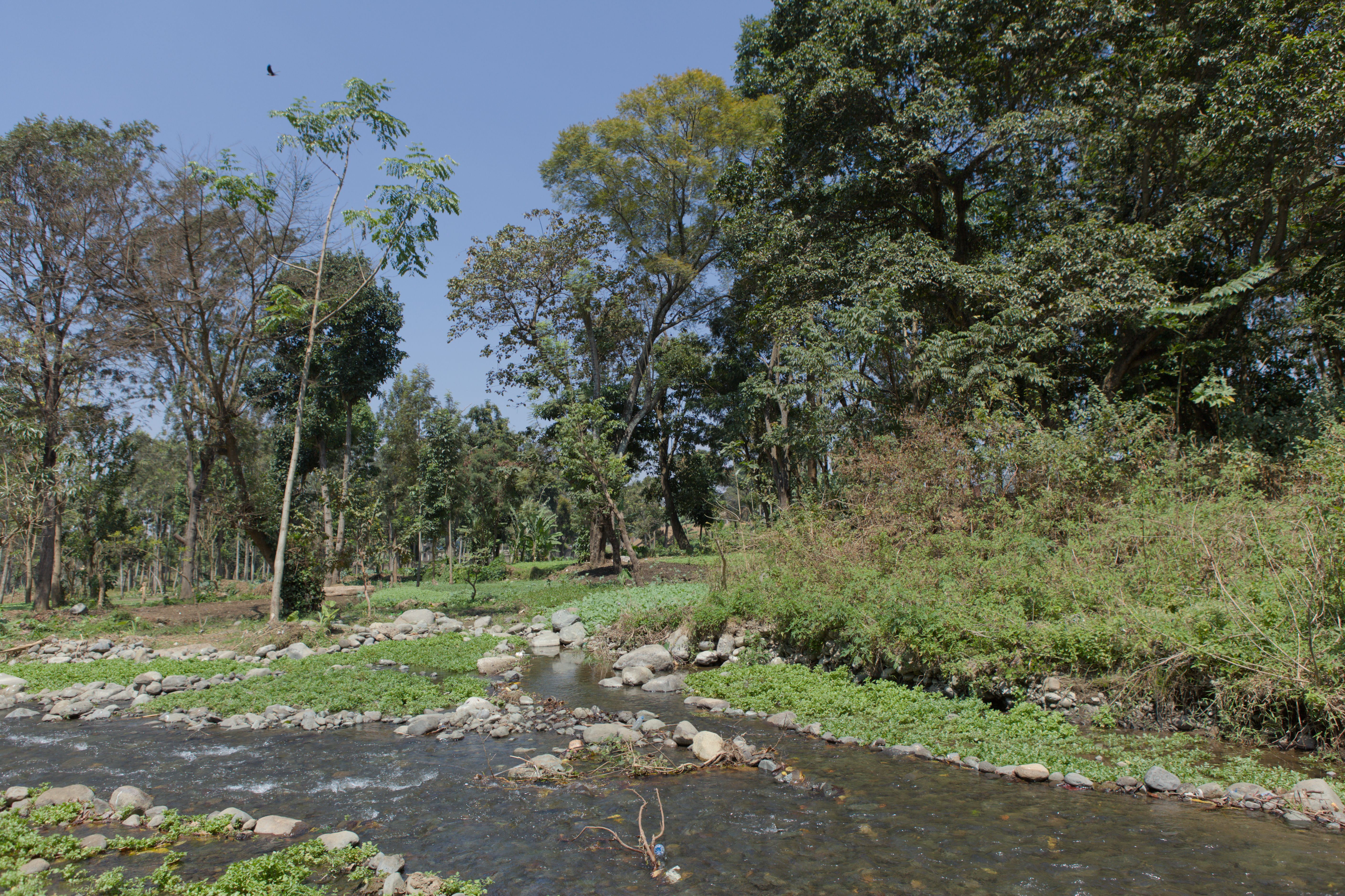
Der Fluss Themi südlich der Themi Avenue

Themi liegt im Norden von Tansania. Er ist ein Bezirk südlich des Zentrums von Arusha. Die Grenze im Norden bilden die Sokoine Avenue und die Nyerere Avenue, die Grenze im Westen bilden erst der Fluss Naura, dann die Eisenbahnlinie und schließlich der Fluss Themi. Im Osten verläuft die Grenze erst östlich der Njiro Road, folgt dann der Eisenbahntrasse nach Osten. Im Süden reicht der Bezirk bis zum Njiro-Einkaufszentrum.
Begrenzt wird Themi im Norden von den Bezirken Kati and Sekei, im Osten von Kimandolu, Moshono und Oloirien, im Süden von Engutoto and Lemara und im Westen vom Bezirk Daraja II.
Im Zentrum des Bezirks liegt der markante Themi Hill, der das Umland etwa 80 m überragt.
Bei der Volkszählung 2022 lebten hier 9204 Menschen in 2844 Haushalten.

## Gliederung
Der Bezirk besteht aus fünf Stadtteilen (Mtaa):
- Themi Mashariki
- Old Police
- Corridor Area
- AICC Flats
- Kambarage

## Wirtschaft und Infrastruktur
- Gesundheit: In Themi befindet sich ein öffentliches Gesundheitszentrum.[6]
- Bildung: Die Themi Secondary School ist eine staatliche Schule, die Burschen und Mädchen bis zur 4. Stufe ausbildet.[7]
- Betriebe: Der größte Betrieb im Bezirk ist die Brauerei Tanzania Breweries Limited. Sie liegt nördlich des Themi-Hügels in der Brewery East Road, beschäftigt 1300 Mitarbeiter und ist einer der größten Steuerzahler in Tansania.[8] Weitere große Betriebe sind Fiberboards 2000 und Arusha Coffe Mill.[3]